# A felső tízezer (film, 2015)
A felső tízezer (eredeti cím: The Leisure Class) 2015-ben bemutatott amerikai filmvígjáték, amelyet Pete Jones és Jason Mann forgatókönyvéből Mann rendezett. A főbb szerepekben Ed Weeks, Tom Bell, Bruce Davison, Brenda Strong és Bridget Regan látható.
Az Amerikai Egyesült Államokban 2015. november 2-án mutatta be az HBO.

## Szereplők
| Szereplő | Színész            | Magyar hang       |
| --- | ------------------ | ----------------- |
| William | Ed Weeks           | Szatory Dávid     |
| Leonard | Tom Bell           | Minárovits Péter  |
| Charlotte | Brenda Strong      | Kovács Nóra       |
| Edward | Bruce Davison      | Rosta Sándor      |
| Reynolds | Rory Knox Johnston | Cs. Németh Lajos  |
| Carla | Christine Lakin    | Nemes Takách Kata |
| Fiona | Bridget Regan      | Huszárik Kata     |
| Allison | Scottie Thompson   | Solecki Janka     |
| Carolyn | Melanie Zanetti    | Csifó Dorina      |
| Herman Bowen | John Colton        | Kajtár Róbert     |
| Glen | Bill J. Stevens    | Várday Zoltán     |
| További magyar hangok |                    |                   |
| Bartók László, Czifra Krisztina, Fabó Györgyi, Farkas Zita, Gyurin Zsolt, Hábermann Lívia, Hám Bertalan, Imre István, Kapácsy Miklós, Perlaki István, Réti Szilvia, Suhajda Dániel |                    |                   |